# تاجیکستان در المپیک
تاجیکستان نخستین حضورش در بازی‌های المپیک به عنوان یک کشور مستقل مربوط است به سال ۱۹۹۶ میلادی. این کشور پس از آن تاریخ، هر ساله ورزشکارانی را به نمایندگی از خود برای تمامی ادوار بازی‌های المپیک تابستانی اعزام کرده است. تاجیکستان همچنین از سال ۲۰۰۲ بدین سو، در برخی از دوره‌های بازی‌های المپیک زمستانی شرکت داشتند. آندری دریگین یکی از دو نفری است که تا به حال نماینده تاجیکستان در بازی‌های المپیک زمستانی بوده است و تنها شرکت کننده از کشور خود در سال‌های ۲۰۰۲، ۲۰۰۶ و ۲۰۱۰ میلادی بوده است.
پیش از استقلال تاجیک‌ها، ورزشکاران این سرزمین به عنوان بخشی از کاروان‌های ورزشی شوروی در المپیک تا سال ۱۹۸۸ میلادی، می‌توانستند در بازی‌های المپیک شرکت کنند. پس از وقایع مربوط به فروپاشی اتحاد جماهیر شوروی، تاجیکستان در سال ۱۹۹۲ ورزشکاران خود را تحت عنوان تیم متحد راهی مسابقات آن سال کرد. وزرشکاران ذیل مدال‌آوران المپیکی بودند که پیشتر، در قالب تیم شوروی به المپیک اعزام شدند و مدال آن‌ها تحت پرچم و نشان اتحاد جماهیر شوروی ثبت شد، ولی اهل جمهوری شوروی سوسیالیستی تاجیکستان بودند: یوری لوبانوف، زیبینیسو رستموا، نلی کیم و آندری عبدالولی‌یف.
تاجیکستان نخستین مدال خود را به عنوان یک کشور مستقل در بازی‌های المپیک تابستانی ۲۰۰۸ در پکن به دست آورد؛ در این دوره، رسول باقی‌یف توانست به مدال برنز در جودو مردان در وزن ۷۳ کیلوگرم دست یابد. اما نخستین مدال طلا و قهرمانی این کشور زمانی به دست آمد که دلشاد نظروف موفق شد در بازی‌های المپیک تابستانی ۲۰۱۶ مقام نخست پرتاب چکش را در دو و میدانی کسب نماید.
کمیته ملی المپیک برای کشور تاجیکستان در سال ۱۹۹۲ میلادی تأسیس شد و کمیته بین‌المللی المپیک آن را در سال ۱۹۹۳ میلادی به رسمیت شناخت.

## جدول مدال‌ها
| بازیها    | ورزشکاران                        | طلا                              | نقره                             | برنز                             | جمع                              | رتبه                             |
| 1900–1912 | as part of امپراتوری روسیه (RU1) | as part of امپراتوری روسیه (RU1) | as part of امپراتوری روسیه (RU1) | as part of امپراتوری روسیه (RU1) | as part of امپراتوری روسیه (RU1) | as part of امپراتوری روسیه (RU1) |
| 1952–1988 | as part of اتحاد شوروی (URS)     | as part of اتحاد شوروی (URS)     | as part of اتحاد شوروی (URS)     | as part of اتحاد شوروی (URS)     | as part of اتحاد شوروی (URS)     | as part of اتحاد شوروی (URS)     |
| ۱۹۹۲      | as part of تیم متحد (EUN)        | as part of تیم متحد (EUN)        | as part of تیم متحد (EUN)        | as part of تیم متحد (EUN)        | as part of تیم متحد (EUN)        | as part of تیم متحد (EUN)        |
| ۱۹۹۶      | 8                                | ۰                                | ۰                                | ۰                                | ۰                                | -                                |
| ۲۰۰۰      | 4                                | ۰                                | ۰                                | ۰                                | ۰                                | -                                |
| ۲۰۰۴      | 9                                | ۰                                | ۰                                | ۰                                | ۰                                | -                                |
| ۲۰۰۸      | ۱۳                               | ۰                                | ۱                                | ۱                                | ۲                                | ۶۴                               |
| ۲۰۱۲      | ۱۶                               | ۰                                | ۰                                | ۱                                | ۱                                | ۷۹                               |
| ۲۰۱۶      | ۷                                | ۱                                | ۰                                | ۰                                | ۱                                | ۵۴                               |
| ۲۰۲۰      | ۱۱                               | ۰                                | ۰                                | ۰                                | ۰                                | -                                |
| ۲۰۲۴      | ۱۵                               | ۰                                | ۰                                | ۳                                | ۳                                | ۷۹                               |
| ۲۰۲۸      |                                  |                                  |                                  |                                  |                                  |                                  |
| ۲۰۳۲      |                                  |                                  |                                  |                                  |                                  |                                  |
| جمع       | جمع                              | ۱                                | ۱                                | ۵                                | ۷                                | ۱۰۴                              |

| بازیها    | ورزشکاران                    | طلا                          | نقره                         | برنز                         | جمع                          | رتبه                         |
| 1952–1988 | as part of اتحاد شوروی (URS) | as part of اتحاد شوروی (URS) | as part of اتحاد شوروی (URS) | as part of اتحاد شوروی (URS) | as part of اتحاد شوروی (URS) | as part of اتحاد شوروی (URS) |
| ۱۹۹۲      | as part of تیم متحد (EUN)    | as part of تیم متحد (EUN)    | as part of تیم متحد (EUN)    | as part of تیم متحد (EUN)    | as part of تیم متحد (EUN)    | as part of تیم متحد (EUN)    |
| ۱۹۹۴      | did not participate          |                              |                              |                              |                              |                              |
| ۱۹۹۸      | did not participate          |                              |                              |                              |                              |                              |
| ۲۰۰۲      | ۱                            | ۰                            | ۰                            | ۰                            | ۰                            | –                            |
| ۲۰۰۶      | ۱                            | ۰                            | ۰                            | ۰                            | ۰                            | –                            |
| ۲۰۱۰      | ۱                            | ۰                            | ۰                            | ۰                            | ۰                            | -                            |
| ۲۰۱۴      | 1                            | ۰                            | ۰                            | ۰                            | ۰                            | -                            |
| ۲۰۱۸      | did not participate          |                              |                              |                              |                              |                              |
| ۲۰۲۲      | did not participate          |                              |                              |                              |                              |                              |
| ۲۰۲۶      | future event                 | future event                 | future event                 | future event                 | future event                 | future event                 |
|           | future event                 | future event                 | future event                 | future event                 | future event                 | future event                 |
|           | future event                 | future event                 | future event                 | future event                 | future event                 | future event                 |
| Total     | Total                        | ۰                            | ۰                            | ۰                            | ۰                            | -                            |

### بر حسب ورزش
| Sport           | طلا | نقره | برنز | مجموع |
| --------------- | --- | ---- | ---- | ----- |
| Athletics       | ۱   | ۰    | ۰    | ۱     |
| Wrestling       | ۰   | ۱    | ۰    | ۱     |
| Judo            | ۰   | ۰    | ۳    | ۳     |
| Boxing          | ۰   | ۰    | ۲    | ۲     |
| مجموع (۴ sport) | ۱   | ۱    | ۵    | ۷     |

## فهرست مدال آوران
| مدال | نام             | دوره | ورزش     | رویداد                |
| ---- | --------------- | ---- | -------- | --------------------- |
| نقره | یوسف عبدالسلامف | ۲۰۰۸ | کشتی     | Men's freestyle 84 kg |
| برنز | رسول باقی‌یف     | ۲۰۰۸ | جودو     | Men's 73 kg           |
| برنز | موزونه چاریوا   | ۲۰۱۲ | بوکس     | Women's lightweight   |
| طلا  | دلشاد نظروف     | ۲۰۱۶ | دومیدانی | Men's hammer throw    |
| برنز | سامان محمدبکوف  | ۲۰۲۴ | جودو     | Men's 81 kg           |
| برنز | تیمور رحیموف    | ۲۰۲۴ | جودو     | Men's +100 kg         |
| برنز | دولت بولتائف    | ۲۰۲۴ | بوکس     | Men's 92 kg           |